# 新宿FACE
新宿FACE（しんじゅくフェイス）は、東京都新宿区歌舞伎町のヒューマックスパビリオン新宿歌舞伎町7Fに所在するイベントホールである。SHINJUKU FACEとも表記される。

## 概略
1994年にオープンしたライブハウスLIQUIDROOM（リキッドルーム）が恵比寿への移転に伴い2004年1月に閉鎖。跡地は格闘技ファンとして知られ元アマチュアボクシング選手でもある第55～57代経済企画庁長官・堺屋太一の提案により格闘技会場に改装され、2005年7月29日に新宿FACEとしてリニューアルオープンした。600人収容。
こけら落としは女子格闘技の「W-FACE（ダブル・フェイス）」。
リキッドルーム時代からJWP女子プロレスなどが興行を打っていたが、リニューアルオープン後はコンサートのほかにもプロレス・ボクシング・格闘技も催され、特に区内に事務所を置くOZアカデミーは常打ち会場として使用している（堺屋が尾崎魔弓の大ファンのため、同団体に供給している側面が大きい）。キャパシティ上、中堅クラスの興行が多いが全日本プロレス、プロレスリング・ノアなど大手団体も使用することがある。また、ディファ有明や新木場1stRINGとともに新団体の旗揚げ興行に使用されることも多い（JEWELS、ザ・おやじファイト、SMASH、ハッスルMAN'Sワールドなど）。
また、演劇並びに撮影会場としての会場貸し出しも行っている。
2013年まで同じフロアにはキックボクシングイベント「Krush」を主催する株式会社グッドルーザーの事務所も入居していた（現在は南青山に移転。Krush興行はメインこそ後楽園ホールだが、新宿FACEでも定期的に開催している）。

## アクセス
- 西武新宿駅徒歩3分
- JR新宿駅徒歩5分

## ドリンク代
ライブハウスと同様のワンドリンク制となっており、会場への入場の際に1人につき500円～600円のドリンク代が徴収され、ドリンク引き換え券が渡される。ドリンク引き換え券は会場内のカウンターにてドリンク1杯と交換することができる。なお、イベントによってはこのドリンク代がチケット代に含まれている場合もあり、その場合は入場時にドリンク代の徴収は行われない。